# Ліві демократи (Італія)
Ліві демократи (італ. Democratici di Sinistra) — соціал-демократична партія в Італії, наймасовіша італійська партія (понад 600 000 членів у 2006 р.), що діяла у 1998–2007 роках. Заснована в 1998 р. при з'єднанні посткомуністичної Демократичної партії лівих з низкою дрібних організацій. Входила до Соцінтерну та Партії європейських соціалістів. Лідери — П'єро Фассіно і Массімо Д'Алема (перший посткомуніст, що став прем'єром Італії). Найдружніша газета — «L'Unità». Президент Італії Джорджо Наполітано — висуванець ЛД.
Розпущена восени 2007 р., зі входженням більшої частини членів до складу нової Демократичної партії, в яку влився і ряд дрібніших партій, найбільша з яких — центристська «Маргаритка». Члени ЛД — противники об'єднання з центристами, — створили організацію Демократична ліва (італ. Sinistra Democratica).